# U 304 (Kriegsmarine)
De U 304 was een VIIC-klasse U-boot van de Duitse Kriegsmarine tijdens de Tweede Wereldoorlog. De U 304 stond onder commando van Oberleutnant Heinz Koch. 

## Ondergang
De U 304 werd tot zinken gebracht door een B-24 Liberator-bommenwerper (Squadron 120/E) op 28 mei 1943, in de noordelijk Atlantische Oceaan, ten zuidoosten van Cape Farewell, Groenland, in positie 54° 50′ 0″ NB, 37° 20′ 0″ WL. Commandant Heinz Koch en zijn 46 bemanningsleden kwamen om het leven.